# 関平村
関平村（せきひらむら）は福島県西白河郡にかつて存在した村である。

## 地理
現在の泉崎村の南部に位置する。
村は阿武隈川の北岸に位置する。

## 歴史
村名は、関和久村の関と北平山村の平を組み合わせて関平村となった。

### 村域の変遷
- 1889年（明治22年）4月1日 - 町村制施行により、関和久村・北平山村が合併し西白河郡関平村が発足。
- 1954年（昭和29年）10月1日 - 関平村は川崎村と合併し泉崎村が発足。関平村は消滅。

変遷表
| 1868年 以前 | 1868年 以前  | 明治9年  | 明治22年 4月1日 | 昭和29年 10月1日 | 現在   |
| ----------- | ------------ | -------- | --------------- | ---------------- | ------ |
|             | 関和久村     | 関和久村 | 関平村          | 泉崎村           | 泉崎村 |
|             | 北平山村     | 北平山村 | 関平村          | 泉崎村           | 泉崎村 |
|             | 北平山新田村 | 北平山村 | 関平村          | 泉崎村           | 泉崎村 |

## 大字
- 関和久（せきわぐ）
- 北平山（きたひらやま）

## 人口・世帯

### 人口
総数 [単位： 人]
| 1891年（明治24年） | 1,452 |
| 1920年（大正 9年） | 1,761 |
| 1947年（昭和22年） | 2,943 |

### 世帯
総数 [単位： 世帯]
| 1920年（大正 9年） | 379 |
| 1947年（昭和22年） | 478 |